# Charlie Yankos
Charles "Charlie" Yankos est un footballeur international australien, né le 29 mai 1961 à Melbourne. Il évolue au poste de défenseur de la fin des années 1970 au milieu des années 1990.
Formé au Fitzroy United Alexander, il évolue ensuite notamment à l'APIA Leichhardt, avec qui il remporte le championnat d'Australie en 1987, au PAOK Salonique et au Wollongong City.
Avec l'équipe nationale, il compte 49 sélections pour sept buts inscrits et porte le brassard de capitaine à trente reprises de 1986 à 1989.

## Biographie
Charlie Yankos débute comme arrière latéral au Fitzroy United Alexander à l'âge de dix-huit ans et devient international scolaire en 1978, il est ensuite replacé en défense centrale. Très bon défenseur, bon de la tête et en un contre un, il intègre l'équipe première en 1979, saison où le club renommé Heidelberg United termine deuxième du championnat derrière Marconi Fairfield. Deuxième également en 1980 derrière Sydney City, le club est la même saison finaliste de la Coupe d'Australie. Le club dispute deux nouvelles finales en 1982 et 1983 mais s'incline à chaque fois. En juin 1983, Charlie Yankos connaît sa première sélection en équipe nationale face à l'Angleterre. Dans ce match disputé au Sydney Cricket Ground, il est titularisé en défense centrale par le sélectionneur Frank Arok. Les deux équipes se séparent sur un match nul sans but. Il dispute les trois rencontres face aux Anglais et s'impose alors à son poste. En début d'année 1984, il effectue un essai avec le club anglais de Brighton & Hove Albion FC qui s'avère non concluant. De retour en club, il termine avec ses coéquipiers à la troisième place du championnat après une défaite en finale préliminaire face au Sydney Olympic. La saison suivante, il remporte la Buffalo Gold Cup avec son club en battant Melbourne Croatia sur le score de cinq buts à un.
Il est transféré en janvier 1986 au West Adelaide Hellas pour 30 000 dollars australiens. Neuvième en championnat avec son club, il porte pour la première fois de sa carrière le brassard de capitaine de l'équipe nationale en octobre à l'occasion de la Trans-Tasman Cup face à la Nouvelle-Zélande. L'Australie remporte le trophée après deux victoires face aux Néo-Zélandais.
La saison suivante, il rejoint pour 22 000 dollars australiens l'APIA Leichhardt,. Charlie Yankos et ses coéquipiers remportent en fin de saison le championnat puis, en janvier 1988 la coupe nationale en battant en finale Brunswick Juventus aux tirs au but. Avec l'équipe nationale, il parvient à se qualifier pour les jeux olympiques de Séoul puis, dispute la Coupe du bicentenaire (en). Il inscrit lors de cette compétition un coup franc des quarante mètres face à l'Argentine. Son sélectionneur déclare alors « c'était un but superbe, il n'en marquera jamais plus comme celui-là de sa vie ». Lors du tournoi olympique disputée en septembre, il atteint avec ses coéquipiers les quarts de finale de la compétition où ils sont battus par l'URSS sur le score de trois buts à zéro.
Il s'engage ensuite pour trois ans avec le PAOK Salonique mais ne parvient pas à s'imposer en équipe première en raison de ses fréquents retours en Australie pour jouer en équipe nationale et un changement d'entraîneur. Il dispute avec la sélection les éliminatoires de la Coupe du monde 1990. Lors du match retour contre les Fidjiens, remportée cinq buts à un, il est agressé par un joueur adverse et doit quitter le terrain avec une fracture du nez. Lors du second tour des qualifications, il inscrit un but sur coup franc lors du match aller face à Israël. En avril 1989, il joue son dernier match officiel avec la sélection face à cette même équipe. Au bout d'une saison, son contrat est résilié avec le club grec et il retourne alors en Australie.
Charlie Yankos signe alors au Blacktown City FC (en) avec qui il termine dernier du championnat. Il connait en juin 1990 son dernier appel en sélection face à l'Hadjuk Split. La rencontre se termine sur un match nul deux buts partout, Charlie Yankos inscrivant le premier but des Australiens.
En club, il s’engage en 1990 avec Wollongong City puis, en avril 1991, rejoint les rangs du Canterbury-Marrickville OSC. Après un début de saison difficile, l'entraîneur Rale Rasic est démis de ses fonctions et il devient alors entraîneur-joueur. En fin de saison, il retourne à Wollongong City où il met fin à sa carrière en 1994.
Il se lance alors dans l'immobilier tout en continuant à disputer des matchs de bienfaisance. Il intègre en 2013 la direction de la Fédération de Nouvelle-Galles du Sud.

## Palmarès
Charlie Yankos est avec Heidelberg United vice-champion d'Australie en 1979 et 1980. Il remporte le championnat en 1987 avec APIA Leichhardt
Il dispute 89 rencontres pour 11 buts inscrits avec l'équipe nationale dont 49 sélections officielles pour sept buts marqués et dispute les jeux olympiques en 1988 où l'Australie atteint les quarts de finale.
Il est introduit dans le temple de la renommée australien de football en 1999 et reçoit alors la médaille d'excellence,. Une rue de Glenwood (en), une banlieue de Sydney porte son nom.